# Sanjiang (köpinghuvudort i Kina, Hainan Sheng, lat 19,88, long 110,60)
Sanjiang är en köpinghuvudort i Kina. Den ligger i provinsen Hainan, i den södra delen av landet, omkring 33 kilometer sydost om provinshuvudstaden Haikou. Antalet invånare är 14 147. Befolkningen består av 6 683 kvinnor och 7 464 män. Barn under 15 år utgör 21,0 %, vuxna 15-64 år 66 %, och äldre över 65 år 12,0 %.
Runt Sanjiang är det tätbefolkat, med 331 invånare per kvadratkilometer. Närmaste större samhälle är Jinshan, 16,0 km nordost om Sanjiang. Trakten runt Sanjiang består till största delen av jordbruksmark.
Genomsnittlig årsnederbörd är 2 115 millimeter. Den regnigaste månaden är september, med i genomsnitt 339 mm nederbörd, och den torraste är januari, med 25 mm nederbörd.